# Meister der Wiener Anbetung
Als Meister der Wiener Anbetung wird ein österreichischer Maler des Mittelalters des frühen 15. Jahrhunderts bezeichnet. Der namentlich nicht bekannte Künstler erhielt seinen Notnamen nach seinem Bild der Anbetung des Jesuskindes durch die Heiligen Drei Könige. Dieses um 1415 entstandene Werk befindet sich heute in Wien im Belvedere.  Es ist ein kleinformatiges Tafelbild mit 26 Zentimetern Höhe und 22 Zentimetern Breite.
Aller Wahrscheinlichkeit nach war der Meister der Wiener Anbetung in Wien selbst tätig. Sein Stil lehnt sich zwar noch stark an südböhmische Malerei der Zeit um 1390 an, wie sie insbesondere durch den Meister von Wittingau vertreten wurde. Jedoch entwickelt der Meister der Wiener Anbetung in seinen Bildern seinen eigenen Wiener Lokalstil und begründet damit einen mittelalterlichen Wiener Kunstkreis.  Dabei verbindet er Elemente einer fast skulpturenhaften Malerei unter dem Einfluss neuer italienischer Malerei des Trecento mit der althergebrachten Tradition der Darstellung des Faltenwurfs und kräftigen Farben der Böhmischen Malerschule.
Manche Kunsthistoriker sehen im Meister der Wiener Anbetung einen wichtigen Vorläufer oder gar Lehrer des Hans von Tübingen und des Meisters der Darbringungen. Auch soll er den Meister der St. Lambrechter Votivtafel beeinflusst haben.
Dem Meister der Wiener Anbetung werden neben seinem namensgebenden Bild in Wien weiter vier Passionsbilder zugeschrieben, heute in Paris, sowie eine weitere Anbetung der Könige und ein Bild der Heiligen Margareta, beide heute in Budapest.